# Rue René-Blum
La rue René-Blum se situe dans le 17e arrondissement de Paris.

## Situation et accès
Cette rue est située entre la rue Cardinet et la rue Bernard-Buffet. 
Ce site est desservi par la ligne 13 à la station de métro Brochant.

## Origine du nom

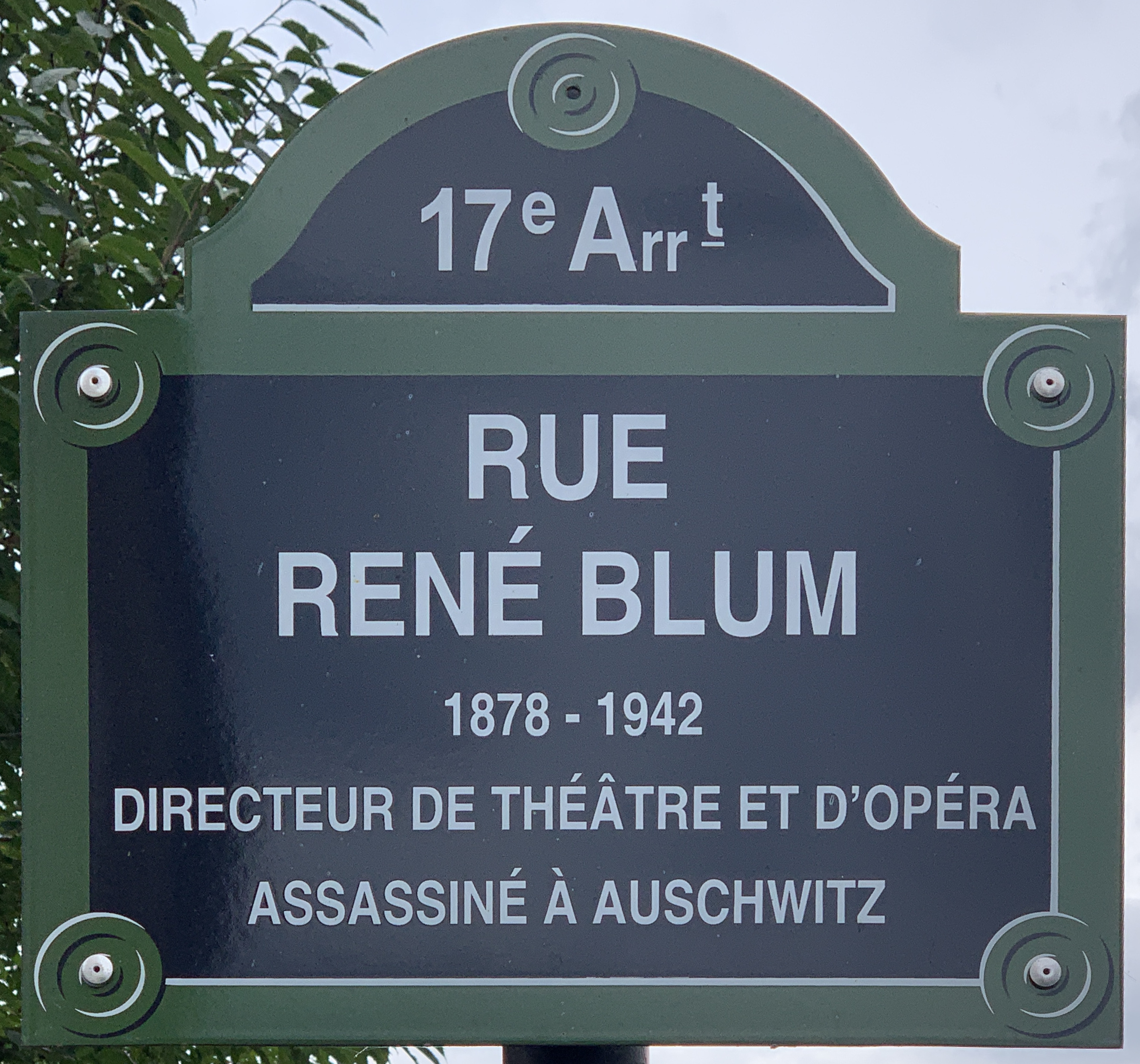
Plaque de la rue.

Elle porte le nom du chorégraphe français René Blum (1878-1942), frère de l'homme d'État Léon Blum, assassiné à Auschwitz.

## Historique
La voie est créée en 2013 dans le cadre de l'aménagement de la ZAC Clichy-Batignolles sous le nom provisoire de « voie CA/17 » et prend sa dénomination actuelle par arrêté municipal en 2013 ; elle est ouverte à la circulation depuis fin 2015. 